# Loi d'orientation et de programmation pour la sécurité intérieure
 (août 2006).
Améliorez-le ou discutez des points à vérifier. 
Ne doit pas être confondu avec LOPPSI.
La loi d'orientation et de programmation pour la sécurité intérieure ou LOPSI est une loi française, promulguée le 29 août 2002, relative à la sécurité intérieure.
Elle permet de recourir d'une manière générale à des procédures d'un partenariat public-privé (au sens du droit européen) allégées (la mise en concurrence n'est pas obligatoire) sans nécessité d'une qualité d'urgence ou de complexité, à l'opposé d'un contrat de partenariat. 

## Loi d'orientation du 29 août 2002

### Contexte
La loi d'orientation et de programmation pour la sécurité intérieure est la première mesure phare de la législature élue en juin 2002. 
Concrétisant l'un des axes de campagne de Jacques Chirac, la lutte contre l'insécurité, elle s'appuie sur les lois Pasqua de 1995, et doit mettre un frein à l'accroissement des faits de délinquance, alors que 4 millions de crimes et délits ont été recensés en 2001.
Présentée en conseil des ministres le 10 juillet 2002, elle est défendue par Nicolas Sarkozy, Ministre d'État, ministre de l'Intérieur. Examiné en urgence en juillet à l'Assemblée nationale, le projet de loi est adopté conforme par le Sénat, et validé par le Conseil constitutionnel le 22 août. Une semaine plus tard, il parait au Journal officiel.

### Principales mesures de la loi
La loi d'orientation et de programmation se compose de huit articles, et de deux annexes. 
Les deux premiers articles valident les deux annexes, fixant successivement les orientations de la politique, et la programmation des moyens. Les 6 autres articles mettent en place des dispositions plus techniques. 
Nouvelle architecture institutionnelle
Elle réorganise les structures chargées de la sécurité intérieure. Au niveau national, le Conseil de sécurité intérieure définit sous la présidence du président de la République les orientations nationales des politiques de sécurité. Après validation par le gouvernement, elles sont mises en œuvre par le ministre de l'Intérieur, ayant désormais autorité sur la gendarmerie nationale, qui conserve cependant le statut militaire et demeure rattaché au ministère de la Défense. De plus, deux nouveaux offices centraux sont créés pour la lutte contre la délinquance itinérante et contre les malfaiteurs en fuite. 
Au niveau local, les préfets doivent assurer la coordination de l'ensemble du dispositif, sans préjudice des compétences de l'autorité judiciaire. Ils coprésident avec les procureurs de la République, des conférences départementales de sécurité qui ont pour objet la mise en application dans le département des décisions nationales, et aboutissent à un rapport annuel sur l'état de la sécurité dans le département. La création des Conseils locaux de sécurité et de prévention de la délinquance, et des groupes d'intervention régionaux (GIR) est confirmée, tandis que le rôle de la police municipale est accentué.
Elle permet à une commune ou une collectivité locale de ne pas immobiliser le coût d'investissement d'une structure de sécurité, principalement des gendarmeries en finançant l'opération par un bail emphytéotique administratif (BEA).
Fichiers informatiques
Cette loi permet notamment aux officiers de Police judiciaire, si un  magistrat l'autorise, « d'accéder directement à des fichiers informatiques et de saisir à distance par la voie télématique ou informatique les renseignements qui paraîtraient nécessaires à la manifestation de la vérité ». Elle prévoit notamment la fusion du STIC, fichier de la police, et de JUDEX, fichier de la gendarmerie, au sein d'une même structure, ARIANE.

### Applications
La LOPSI est inscrite au JO en date du 29 août 2002.
Ces dispositions sont entérinées par la loi sur la sécurité intérieure (LSI) adoptée en 2003 à l'initiative du  ministre de l'Intérieur Nicolas Sarkozy.

## Projet de loi LOPPSI 2
La seconde version a été présentée en conseil des ministres le 27 mai 2009, et vise à compléter la première, avec pour objectif « d’assurer une réponse immédiate aux nouvelles réalités de la délinquance. Le projet crée ou renforce les instruments adaptés contre la cybercriminalité, contre le crime organisé, contre les violences qui fragilisent notre société, violence des bandes, violence dans les stades ou sur les routes, atteintes aux intérêts fondamentaux de la Nation. » Cette nouvelle version de la loi prévoit, entre autres, la création du logiciel Périclès centralisant les informations. Elle prévoit aussi d'autoriser la police à installer des chevaux de Troie (logiciels espions) sur les ordinateurs français. 
En ce qui concerne les moyens financiers, 2,5 milliards d’euros sur 5 ans y seraient consacrés.

## Controverses
Le premier, et particulièrement le second volet de cette loi fait l'objet de nombreuses critiques notamment car elle permet une surveillance précise ainsi qu'un contrôle efficace des informations circulant sur internet. Cette loi prévoit la conservation pendant un an d’un train d’information entourant les contenus échangés en ligne : adresses IP, pseudonymes, matériel utilisé, coordonnées de la personne, identifiants de contenu et même les login et mots de passe. On peut y voir la possibilité d'aboutir à un contrôle du net.